# Луций Тарий Руф
Лу́ций Та́рий Руф (лат. Lucius Tarius Rufus; умер после 24 года) — римский военный и политический деятель из неименитого плебейского рода Тариев, консул-суффект в 16 году до н. э. Являясь сторонником Гая Юлия Цезаря Октавиана, принимал активное участие в сражении близ Акциума, произошедшего 2 сентября 31 года до н. э.

## Биография
Происхождение Руфа точно неизвестно; возможно, он был родом из Далмации. Известно, что Тарий Руф являлся профессиональным мореходом. Он был одним из префектов большого флота, которые сражались на стороне Октавиана в битве при Акции в 31 году до н. э. Руф вступил в бой с эскадрой кораблей во главе с Гаем Сосием до начала сражения, но был отброшен, пока с подкреплением не прибыл Марк Випсаний Агриппа.
С около 18 года до н. э. по 16 год до н. э. Руф занимал должность наместника провинции Македония. В это время он отразил набег сарматов, и, предположительно, также покорил племя скордисков. В качестве награды за службу, Руф получил пост консула-суффекта в 16 году до н. э. Будучи уже совсем старым человеком, Руф был куратором акведуков в 23—24 годах.
Руф был другом императоров Октавиана Августа и Тиберия. Август даровал ему большое богатство, которое он использовал, чтобы купить большие участки земли в Пицене. Известный своей скупостью, он потратил 100 миллионов сестерциев, чтобы скупить землю в попытке повысить свой социальный статус, однако его наследник отказался принять это имущество после смерти Руфа. Тарий также предъявил обвинение в покушении на убийство на себя родителя одному из своих сыновей, который был за деньгами своего отца. Он провёл совет и пригласил императора Августа для принятия в нём участия. Руф признал своего сына виновным и сослал его в Массилию, и Август объявил, что не примет никакого имущества по завещанию Руфа.